# PRIDE Košice

Duhová slovenská vlajka

Pride Košice je komunikační platforma, která od roku 2013 s podporou dobrovolnic a dobrovolníků pořádá košický PRIDE, který je oslavou různorodosti, odlišnosti a komunity queer lidí v Košicích a na východě Slovenska. Pochod centrem Košic je tradiční demonstrací, kde nejen queer lidi bojují za práva LGBT+ lidí. Každý rok přibývají komunitní aktivity, workshopy a diskuze o různých aspektech života queer lidí, dále také hudební a umělecké přestavení nebo výstavy.

## PRIDE Košice 2021
PRIDE Košice 2021, který se konal 21.–29. 8. 2021, byl 9. ročníkem této akce a i přes pandemii nejmohutnějším ročníkem.[zdroj?]

## Účast na minulých ročnících
V roce 2018 bylo na košickém PRIDE téměř 500 účastníků a v roce 2019 bylo účastníků 700.

### Externí zdroje
- Oficiální stránky